# Gulden Winckelplantsoen
Het Gulden Winckelplantsoen is een open ruimte in Amsterdam Oud-West. 

## Ligging en geschiedenis
Het plantsoen, dat gedurende haar geschiedenis nauwelijks enig groen kende, kreeg op 6 oktober 1948 haar naam en werd toen als apart benoemd gedeelte beschouwd van de Gulden Winckelstraat, dat al in 1939 haar naam kreeg.  Beide zijn vernoemd naar het gedicht "Den gulden winckel der konstlievende Nederlanders" van Joost van den Vondel uit circa 1613. Ook het tijdschrift Den Gulden Winckel (1902-1942) ontleende haar naam daaraan. De straat ligt in een buurt waar de straten en pleinen vernoemd zijn naar literaire werken uit een ver verleden, zoals de Trouringhstraat naar Trouringh van Jacob Cats. Het plein werd ingericht ten noorden van het Bos en Lommerplein, rotondekruising tussen Bos en Lommerweg en de Hoofdweg. De open ruimte maakte al deel uit van het Algemeen Uitbreidingsplan (AUP)  van Cor van Eesteren waarbij hier nog het verlengde van de Hoofdweg naar de Haarlemmerweg liep. In de jaren dertig werd dat ter plekke al aangepast aan Plan West. Het was een vlakte waar twee kleine groenstroken een afscheiding vormden voor parkeerplaatsen, een hoogbouw kantoorgebouw en een dagmarkt.
De eerste grote wijziging kwam met de aanleg van de Einsteinweg, die hier onder het Bos en Lommerplein dook. Om de ongelijkvloerse kruising mogelijk te maken werden delen van het plein afgesnoept voor invoegstroken als ook keerwanden. Ook stond er in die tijd een meubeltoonzaal van Bela Meubelen. Die weg was de stedenbouwkundige voorloper van de Rijksweg 10, die de literaire wijk in tweeën zou delen.
Een tweede grote wijziging kwam in de jaren nul van de 21e eeuw waarin de kruising en het plantsoen onherkenbaar werden veranderd. Er kwam bebouwing over de kruising en nieuwbouw waarbij de originele markt- en parkeerterreinen en toonzaal verdwenen en het kantoor werd verbouwd tot hotel. Bij de nieuwbouw kwam de parkeergarage ondergronds en de dagmarkt in het nieuwe woonblok op de parkeergarage.
Ondanks dat er veel nieuwbouw kwam bleef het terrein eigenlijk dezelfde vijfhoek dat het altijd is geweest.

## Gebouwen
Aan de oostrand van het plein staat nog een oorspronkelijke bebouwing. Architect Pieter Rinze Bloemsma. Het maakte en maakt deel van een complex van strokenbouw loodrecht staand op de Bos en Lommerweg. Het zijn portiekwoningen met vier woonlagen op een etage met bergingen. De westelijke gevelwand wordt gevormd door een bouwblok ontworpen door architecten rondom Vera Yanovshtchinsky en Sjoerd Beerends.  Deze architectengroep is bekend vanwege haar poortgebouwen, die hier dan ook te vinden zijn; er zijn allerlei onderdoorgangen en doorkijkjes, zoals bijvoorbeeld in de nieuw toeritten van de rijksweg.   

## Kunst
Vanuit de jaren zeventig stonden hier twee totaal verschillende artistieke kunstwerken. Totaal abstract was de terreinplastiek van Renze Hettema, totaal figuratief het Hondje van Linda van Boven. Deze werden beide verplaatst bij de herindeling begin 21e eeuw. Daarvoor in de plaats kwam er weer een totaal andere kunstvorm voor terug. Deze nieuwe kunst bestond uit verticale Weefpatronen van Barbara Broekman en het horizontale Les dames et la licorne (men loopt erop) van Margot Berkman en Eline Janssens, die hier ook in de buurt De dames en de muze ontwierpen.

## Afbeeldingen

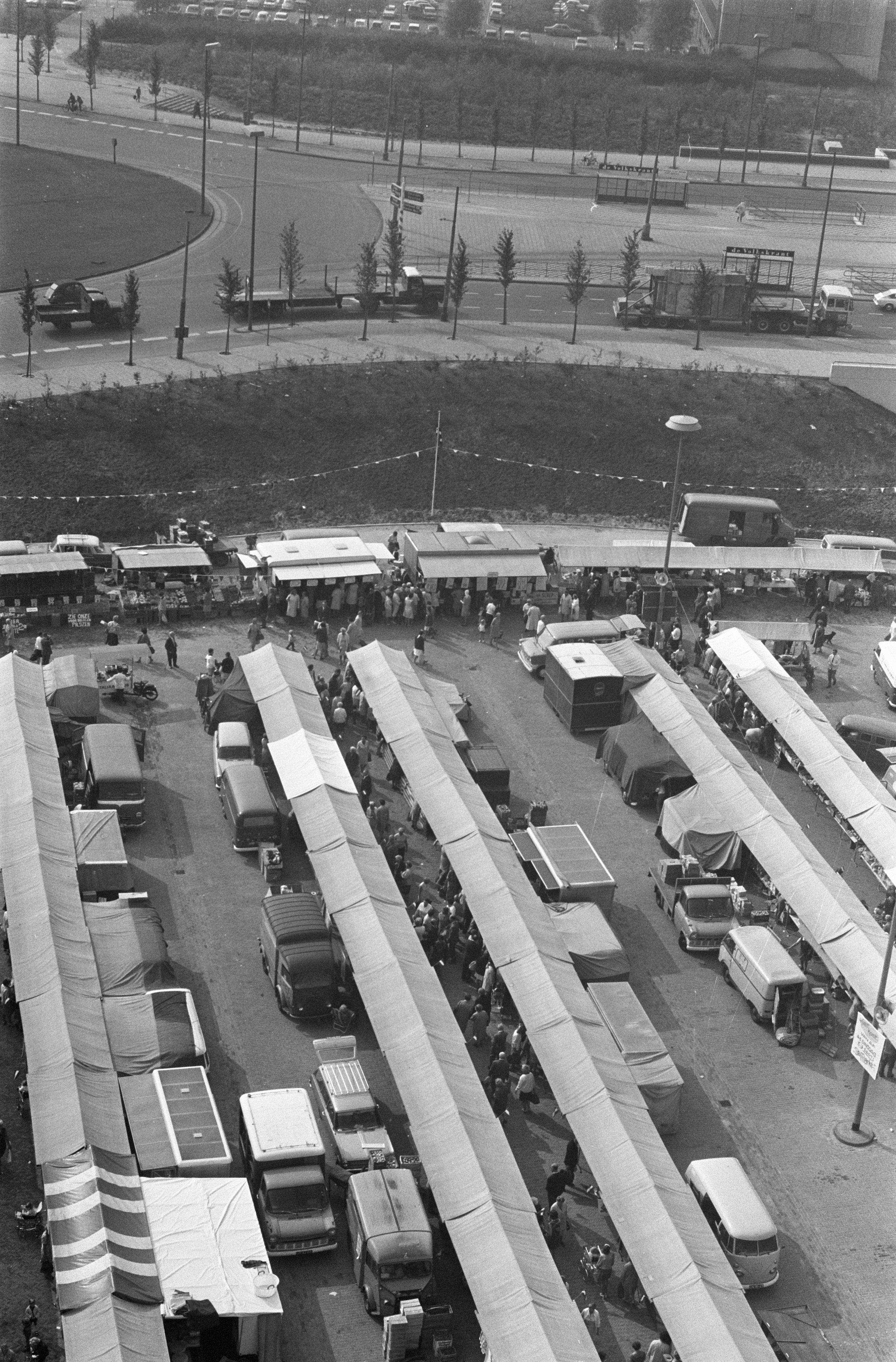
Markt op Gulden Winckelplantsoen (1969)
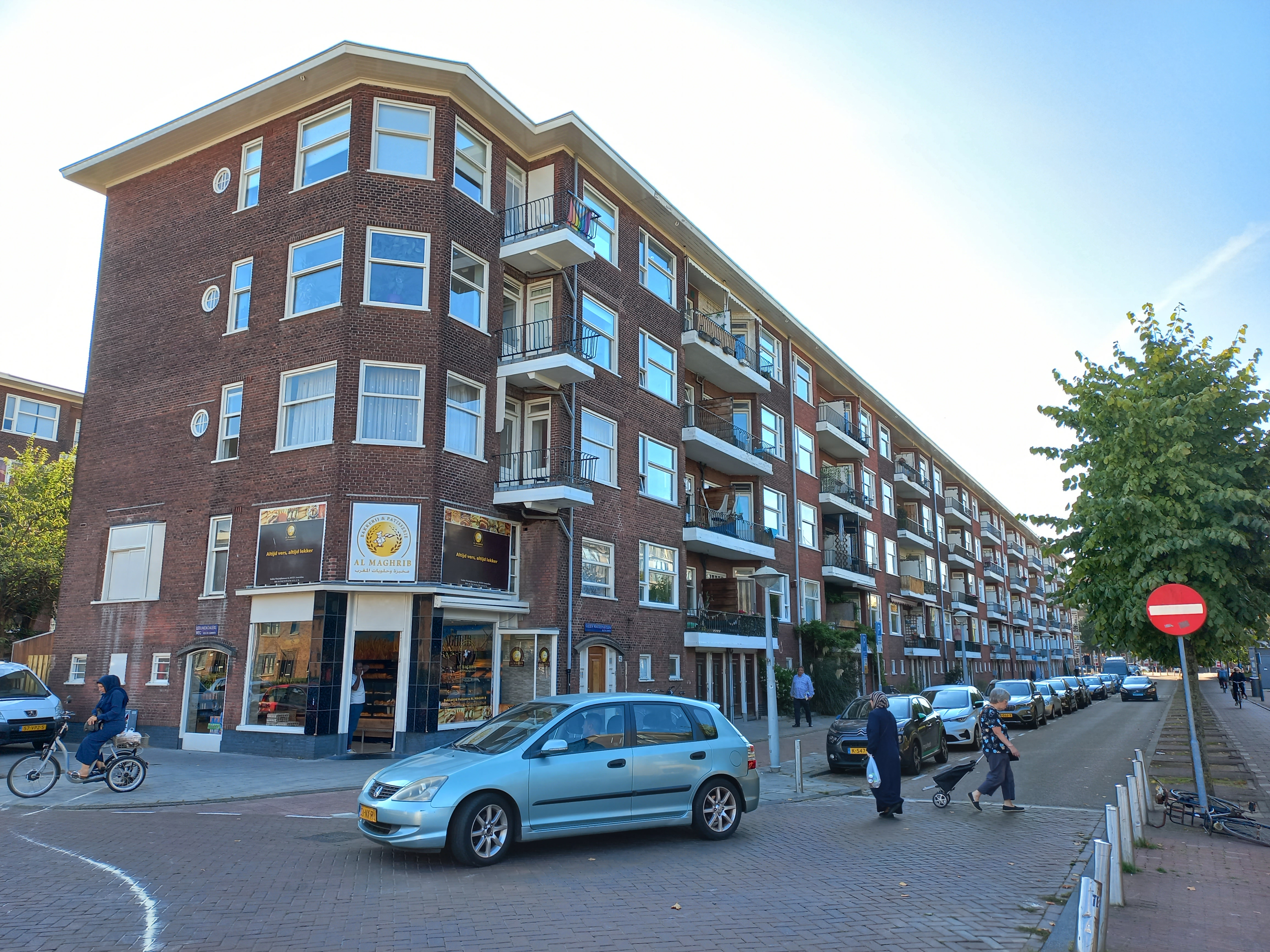
Strokenbouw van Bloemsma (september 2023)
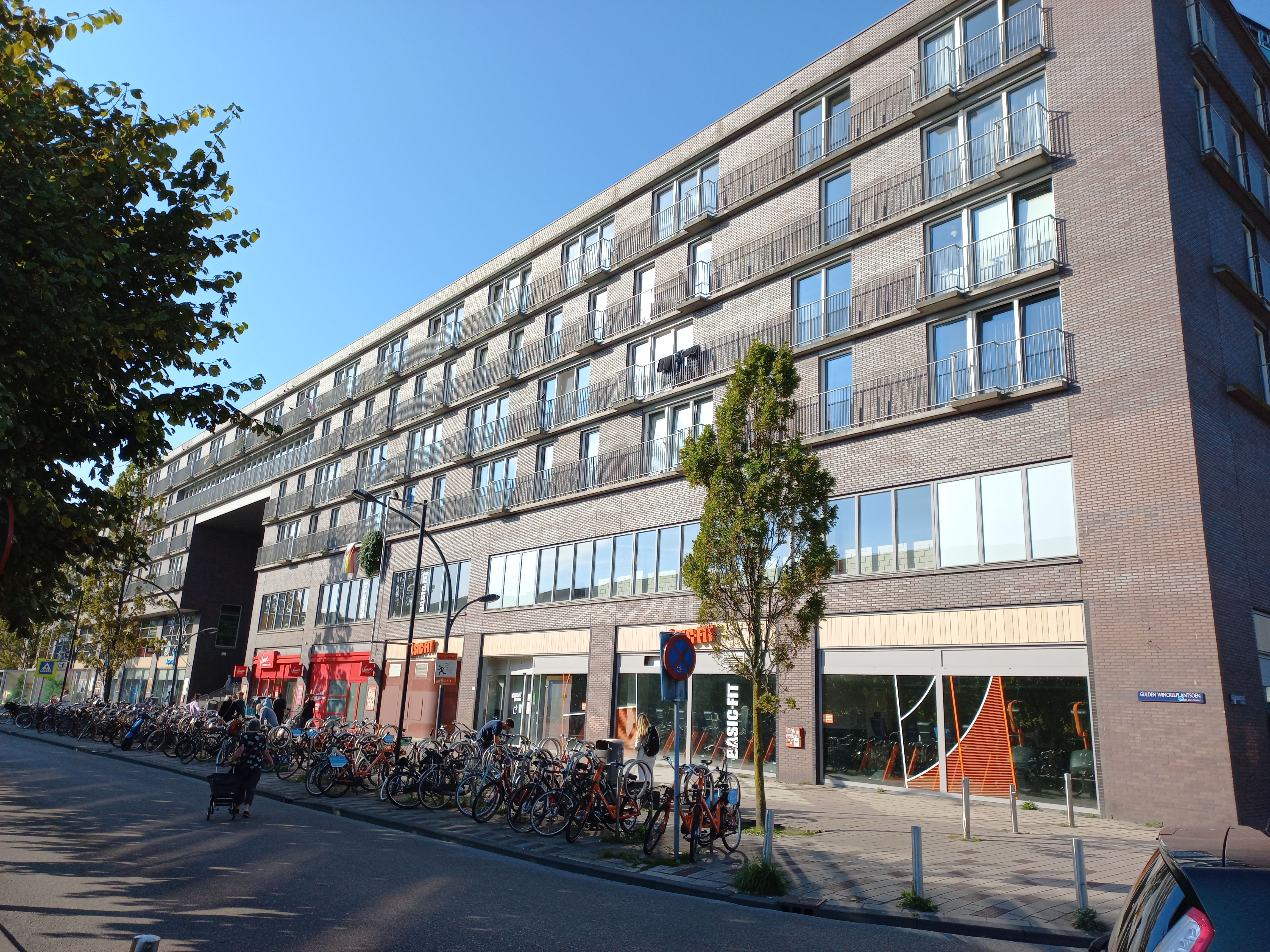
Werk van Vera Yanovshtchinsky en Beerends (september 2023)